# Sucha biała pora
Sucha biała pora (ang. A Dry White Season, afrikaans ’N droë wit seisoen) – powieść południowoafrykańskiego pisarza André Brinka opublikowana w 1979 roku. 
Książkę oparto na o autentycznych wydarzeniach, które rozegrały się w Południowej Afryce w latach siedemdziesiątych XX wieku. Główny wątek to śledztwo bohatera książki, Afrykanera Bena du Toit, w sprawie zamordowania czarnoskórego sprzątacza. W wyjaśnieniu sprawy przeszkadzają kłamstwa i wykręty policji.
W 1980 roku powieść zdobyła Martin Luther King Memorial Prize oraz Prix Médicis za dzieło zagraniczne.  W 1989 roku na jej podstawie nakręcono film pod tytułem Sucha biała pora z Donaldem Sutherlandem w roli głównej. W 1989 roku nakładem Wydawnictwa Iskry ukazał się polski przekład Tomasza Wyżyńskiego.